# Paraclèse
Une Paraclèse ou Paraclisis ou Paraklesis (Grec : Παράκλησις ; Slavon d'église : молебен ; « Canon de supplication ») est, dans les Églises d'Orient – Églises orthodoxes, Églises catholiques de rite byzantin – un office de supplication adressé à un saint ou, le plus souvent, à Theotokos (la Mère de Dieu), pour la sauvegarde des malades et des mourants. Lors d'une Paraclèse, on chante un canon ainsi que des psaumes, des hymnes et des litanies (ecténies).

## Célébration de la paraclèse
La Paraclèse la plus populaire est adressée à Theotokos (la Mère de Dieu). Ce service a deux formes : la Petite Paraclèse (composée par le moine Theosterictus au IXe siècle) et la Grande Paraclèse (composée par l'empereur Théodore Ier Lascaris au XIIIe siècle). Pour la plus grande part de l'année, on ne chante que la Petite Paraclèse. Toutefois, lors des célébrations de la Dormition (du 1er au 14 août inclus), le Typicon prescrit que la Petite et la Grande Paraclèse soient chantées tous les soirs alternativement selon les règles suivantes :
- si le 1er août tombe de lundi à vendredi, le cycle commence par le Petite Paraclèse ;
- si le 1er août tombe un samedi ou un dimanche, le cycle commence par la Grande Paraclèse ;
- la veille des dimanches et la veille de la Transfiguration (le soir du 5 août), on ne célèbre pas de Paraclèse ;
- les dimanches soir, on célèbre toujours la Grande Paraclèse, sauf la veille de la Transfiguration.

Des Paraclèse sont fréquemment chantées pour des circonstances privées (offices de supplication pour des malades ou des mourants). Ces célébrations n'ont pas lieu dans la grande nef ou devant le grand autel mais dans des chapelles particulières, d'où la création d'autels portables (antimensions).

## Dans l'Église orthodoxe russe
Dans l'Église orthodoxe russe, l'équivalent de la Paraclèse est appelé Moleben. Celui-ci a une structure identique, sauf qu'on n'y chante pas le canon mais seulement les refrains et les irmoi des troisièmes, sixième et neuvième ode. Lorsque le service complet est exécuté, on l'appelle "Canon de Supplication" (Molebnyj Kanon).